# Él Mató a un Policía Motorizado
Él Mató a un Policía Motorizado, também conhecidos como EMAUPM e Él Mato, é uma banda argentina de indie rock da cidade de La Plata criada em 2003. Formada por Santiago "Motorizado" (baixo e voz), Willy "Doctora Muerte" (bateria), Manuel "Pantro Puto" (guitarra), Gustavo "Niño Elefante" (guitarra) e Chatrán Chatrán (teclados), a banda combina os estilos punk rock e noise rock conseguindo um som de guitarras fortes destorcidas e em primeiro plano. Entre as influências do grupo estão as bandas  Pixies, Ramones, Weezer, Sonic Youth e The Velvet Underground.

## História
A banda nasceu na época em que seus membros Willy e Santiago cursavam o ensino médio. "Manuel tinha uma banda e me convidou para tocar... fomos criando músicas próprias, chamamos Willy e depois o Gustavo. Fomos passando de banda em banda até chegarmos a esta formação", relata o vocalista. Depois de lançar seu disco debut homônimo em 2004, a banda se propôs realizar uma trilogia de EPs dedicados, respectivamente, ao nascimento, à vida e à morte. Em 2005, Él Mató a un Policía Motorizado lançou o primeiro EP, Navidad de Reserva, e em 2006 o segundo, Un Millón de Euros. Finalmente, la culminação da trilogia chega com o Día de los Muertos em 2008. Em 28 de novembro de 2012 vem à luz o segundo disco de estúdio, La Dinastía Scorpio.

### Etimologia
Em uma entrevista a banda comenta sobre o seu nome: "[Santiago] Escolhemos um nome que não seja típico para sair do molde. É uma brincadeira, para rirmos desses típicos nomes de artistas ou bandas. Estávamos em uma festa, meio chapados... [Manuel]: Estávamos de bobeira e tínhamos alguns outros como 'Queria um milagre John? Te apresento o FBI', que é uma frase de Duro de Matar, um dos meus filmes de cabeceira. Nesse dia estávamos vendo um filme pirata e apareceu um subtítulo que dizia 'él mató a un policía motorizado' e dissemos 'é isso!'...".

### Recepção no Brasil
O grupo Él Mató a un Policía Motorizado já se apresentou no Brasil em diversas ocasiões, a primeira vez em 2007, depois em 2010 - quando tocaram no festival Goiânia Noise -, em abril de 2011 no Festival El Mapa de Todos, em Porto Alegre, e em abril de 2013 fizeram um show no Sesc Belenzinho, em São Paulo, para a divulgação do seu último álbum La Dinastía Scorpio. Os ingressos para esta apresentação se esgotaram rapidamente. A banda acredita que o conhecimento de seu trabalho pelo público brasileiro se deve à divulgação pela Internet.Em outubro de 2022, a banda voltou a realizar shows no Brasil como parte da turnê pós pandemia, tocando nas cidades de São Paulo e Porto Alegre. 

## Discografia

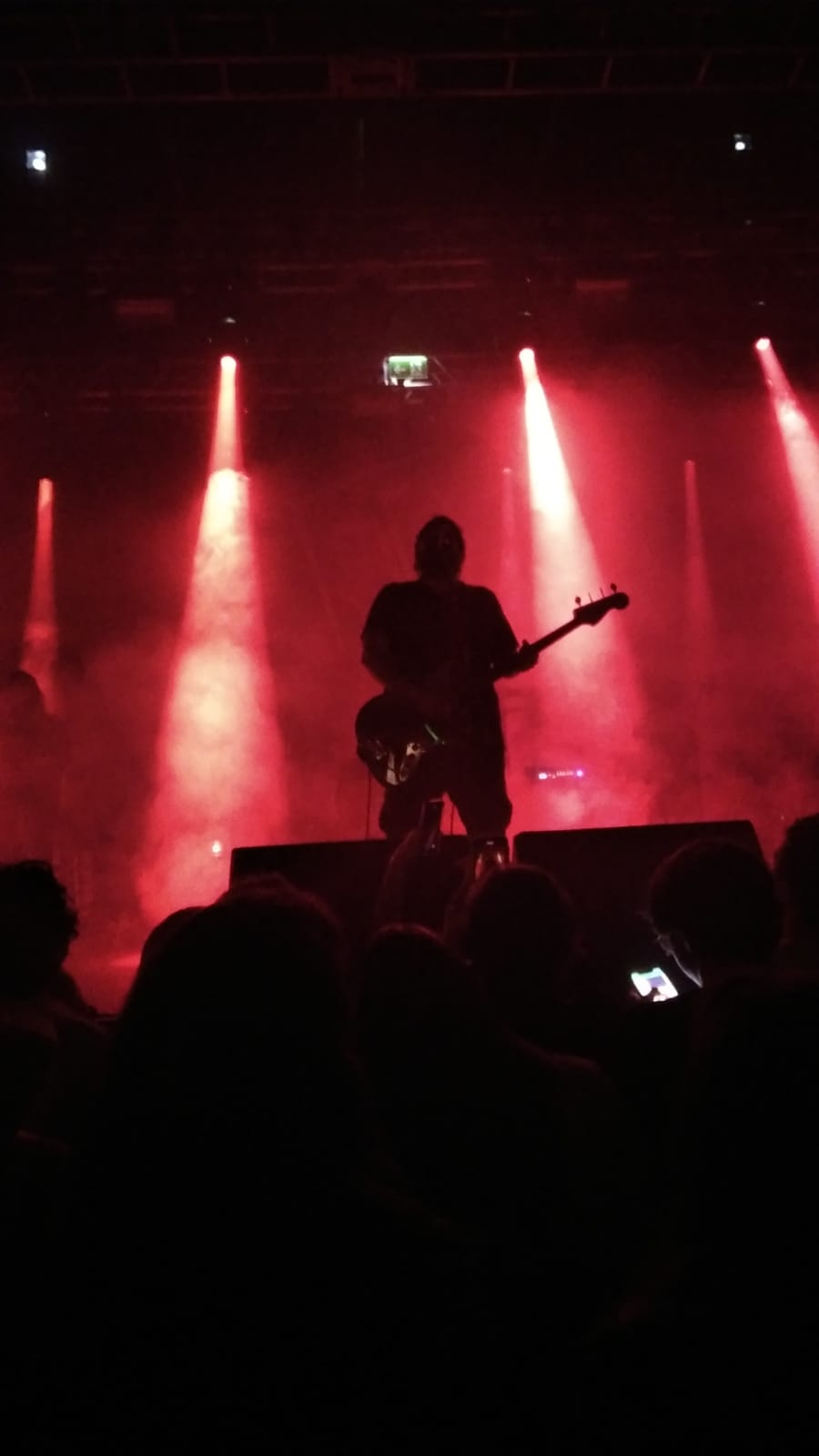
Show do Él Mató a un Policía Motorizado no Bar Opinião, em Porto Alegre, no dia 08 de outubro de 2022.

### Álbuns
- Él Mató a un Policía Motorizado (2004)
- La dinastía Scorpio (2012)
- La Síntesis O'Konor (2017)
- La Otra Dimensión (2019)
- Unas Vacaciones Raras (2021)
- Súper Terror (2023)

### EP's
- Navidad de Reserva (2005)
- Un Millón de Euros (2006)
- Dia de los Muertos (2008)
- Violencia (2015)

### Singles
- Tormenta Roja (2004)
- Mujeres Bellas y Fuertes (2012)
- Chica de oro (2012)
- El Tesoro (2017)
- El Perro (2019)
- La Otra Ciudad (2021)
- Tantas Cosas Buenas (2023)
- Medalla de Oro (2023)
- Diamante Roto (2023)